# Her Story
Her Story ist ein interaktiver Film, der unter der Regie von Sam Barlow entstand, der auch das Drehbuch dazu verfasste. Das Videospiel erschien am 24. Juni 2015 für Microsoft Windows, Mac OS X und iOS sowie im folgenden Jahr für Android-Geräte. Im Spiel suchen und sortieren die Spieler sich durch eine Videoclip-Datenbank von fiktionalen Polizeiverhören und nutzen die Clips, um den Fall eines verschollenen Mannes zu lösen. Die Verhöre konzentrieren sich auf die Ehefrau des verschwundenen Mannes, Hannah Smith, die von der britischen Musikerin Viva Seifert dargestellt wurde.
Her Story war Barlows erstes Projekt seit seinem Abgang von Climax Studios, sodass das Spiel eine Independent-Produktion war. Er wollte ein Spiel entwickeln, das von der erzählten Handlung abhängt, und vermied die Arbeit am Spiel, bis er sich auf eine Idee einließ, die verwirklichbar war. Barlow entschied sich letztendlich, ein Polizeiverhörspiel zu realisieren, wobei er Echtfilmaufnahmen miteinbaute. Er führte Nachforschungen für das Videospiel, indem er sich bestehende Polizeiverhöre ansah. Dabei erkannte er wiederkehrende Motive in den Antworten der Tatverdächtigen und entschied sich, diese in sein Spiel zu integrieren.
Zur Erscheinung wurde Her Story von zahlreichen Kritikern gelobt, wobei insbesondere die Inszenierung der Erzählungen, Seiferts Figurendarstellung sowie die unkonventionelle Gameplay-Mechanik positiv hervorgehoben wurden. Es ließen sich über 100.000 Kopien des Spiels verkaufen und Her Story wurde für etliche Auszeichnungen nominiert, darunter zu Spiel-des-Jahres-Auszeichnungen zahlreicher Videospielzeitschriften.

## Gameplay
Her Story ist ein Interaktiver Film, der sich auf eine Reihe von sieben verschiedenen, fiktionalen Polizeivernehmungen aus dem Jahre 1994 konzentriert. Zu Beginn des Spiels werden die Spieler mit einem alten Desktop konfrontiert, der zahlreiche Dateien und Programme enthält. Zudem gibt es anweisende Textdateien, die den Spielmechanismus erklären. Eines der Programme öffnet automatisch auf dem Desktop, die „L.O.G.I.C.“-Datenbank, die es dem Spieler erlaubt, nach Videoclips in der Datenbank zu suchen und diese zu sortieren. Diese Videoclips, von denen insgesamt 271 vorhanden sind, sind Polizeiverhöre mit Hannah Smith, einer Frau aus Großbritannien. Es ist nicht möglich, die Gespräche vollständig anzuschauen, sodass die Spieler lediglich kurze Ausschnitte aus den Verhören sehen können. In den Verhören antwortet Hannah auf unbekannte Fragen eines Detektivs, der für den Spieler nicht sichtbar ist, was den Spieler dazu auffordert, die Schlüsse aus dem Kontext der Antworten zu ziehen. Hannahs Antworten sind transkribiert und die Spieler finden die Clips, indem sie in der Datenbank nach Wörtern aus den Transkriptionen suchen, unterdessen sie versuchen, den Fall zu lösen, indem sie die Informationen zusammenfügen. Während die Spieler die Clips auswählen, können sie Benutzer-Tags eingeben, die dann als durchsuchbare Items zur Verfügung stehen. Eine Datei auf dem Desktop ist ein Datenbankprüfer, die dem Spieler erlaubt, die Menge der Clips zu überprüfen, die man angeschaut hat; wenn ein Clip angeschaut wurde, ändert sich die Farbe der roten Box in der Datenbank nach den Prüfer-Änderungen in grün. Der Desktop beinhaltet auch das Minispiel Mirror Game, das auf dem Brettspiel Othello basiert.

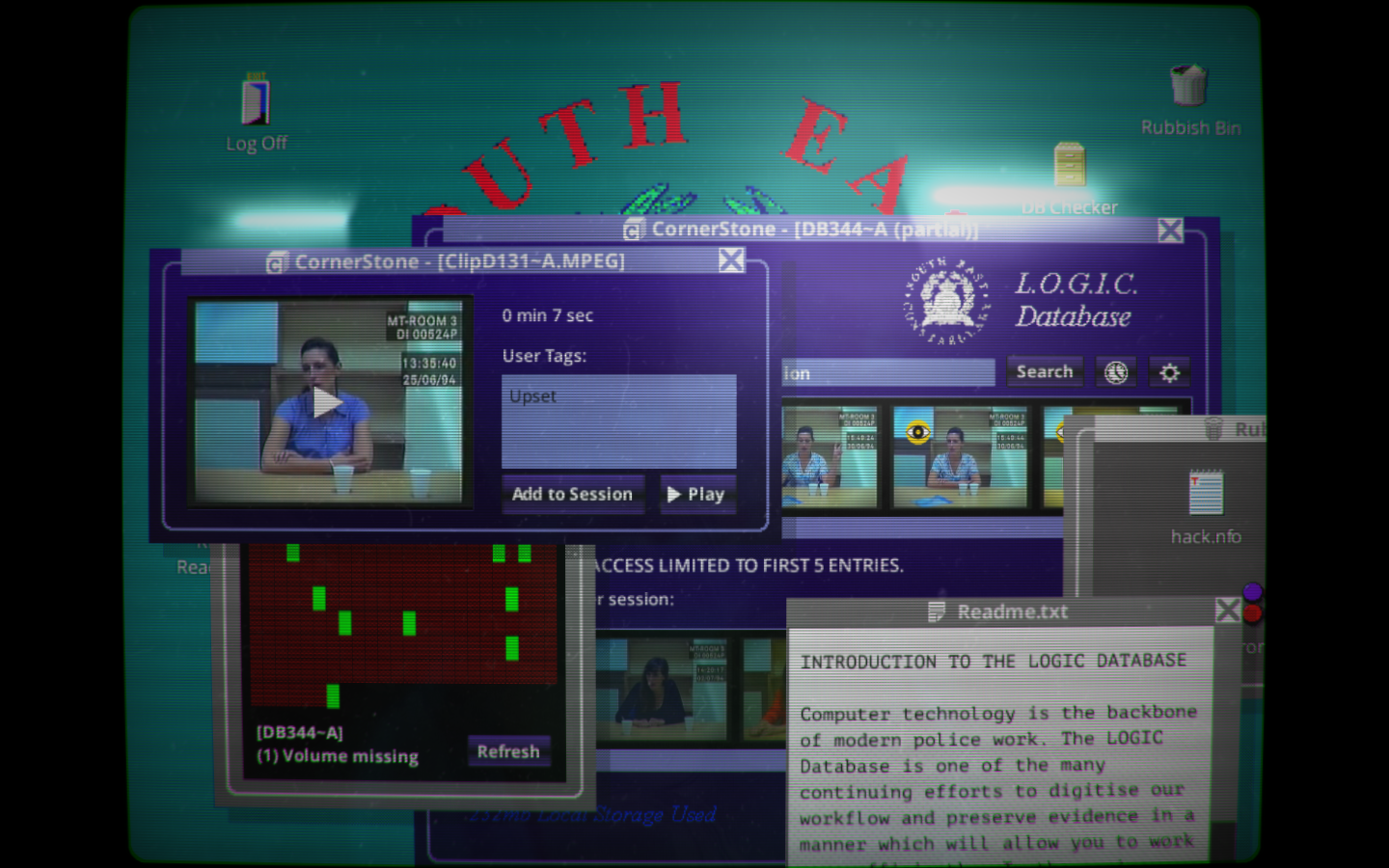
Ein alter Computer-Desktop, gespickt mit zahlreichen offenen Dateien und Dokumenten, darunter eine „L.O.G.I.C.“-Datenbank, die verschiedene Videoclips beinhaltet. Ein Clipvorschau ist auch offen, mit dem Benutzer-Tag „Upset“ („Verärgert“).
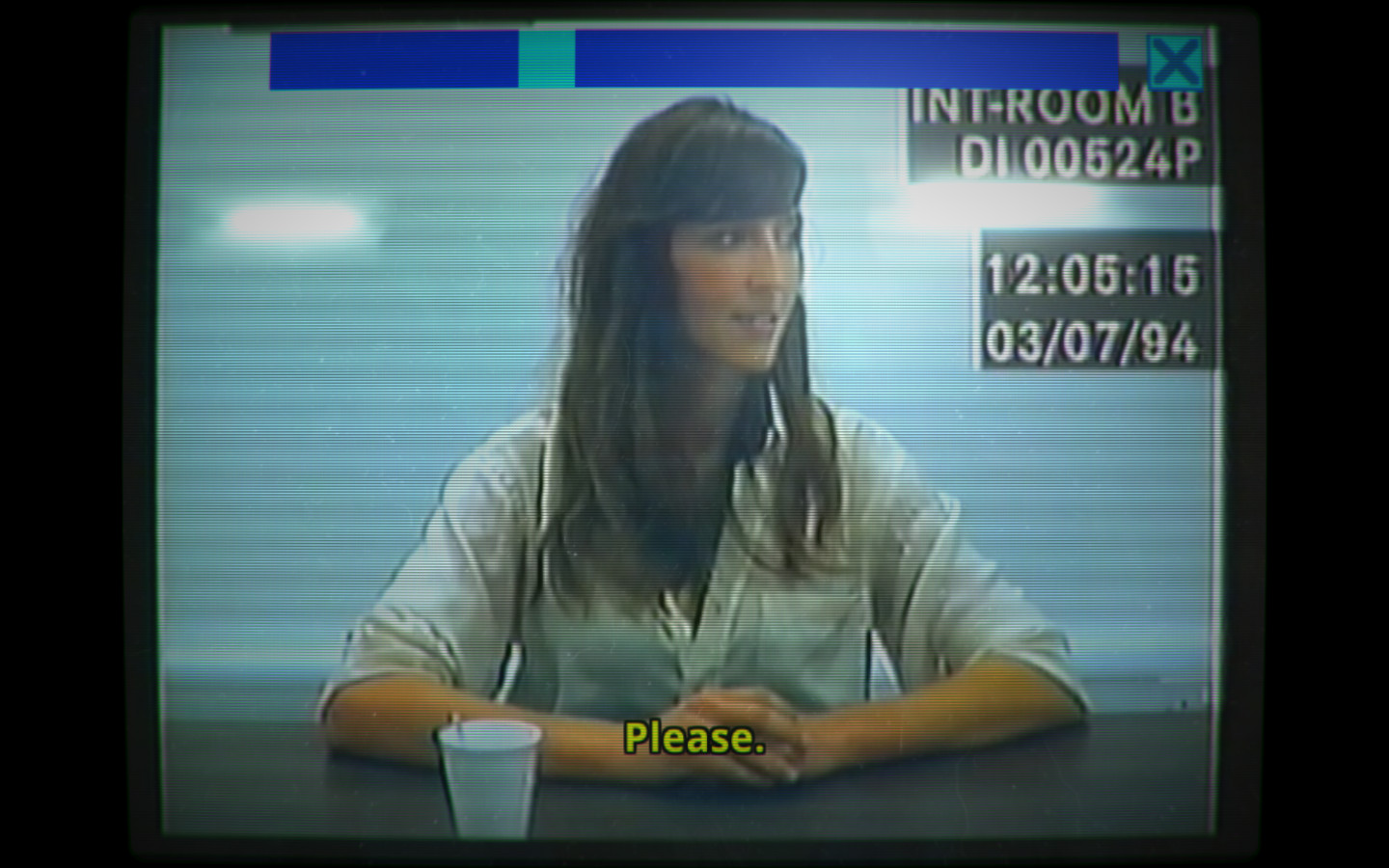
Alte Computer-Aufnahmen einer 27-jährigen Frau in einem weißen Shirt mit langen, braunen Haaren, die an einem Verhörtisch sitzt. Sie hält ihre Hände zusammen vor ihr und schaut von der Kamera aus nach rechts. Im Untertitel steht „Please.“ („Bitte.“). Oben am Bildschirm ist eine Bildlaufleiste, die auf einem Drittel positioniert ist.
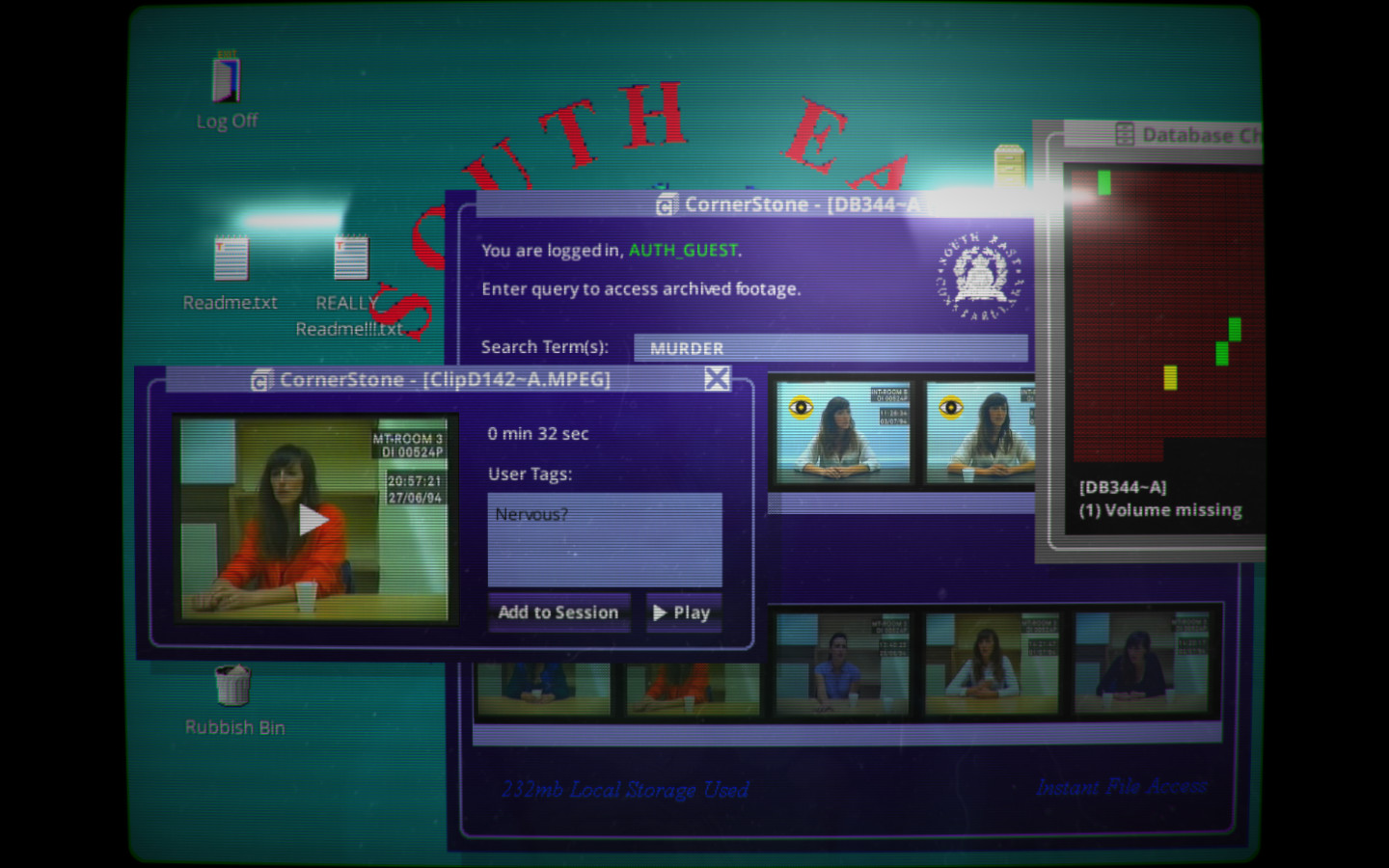
Ein alter Computer-Desktop mit zahlreichen geöffneten Dateien und Dokumenten. Auf einer offenen Videovorschau steht der Benutzer-Tag „Nervous?“ („Nervös?“)

## Handlung
Die Verhöraufnahmen beinhalten eine Frau, die sich selbst als Hannah Smith zu erkennen gibt, deren Ehemann, Simon, verschwunden ist und später ermordet aufgefunden wurde. Hannah gesteht ein, dass sie und Simon eine komplizierte Beziehung hatten, aber in Glasgow einen Alibi nach der Zeit ihrer Auseinandersetzung hatte. Während das Verhör voranschreitet, wird behauptet, dass „Hannah“ tatsächlich zwei Frauen ist: Hannah und Eve, eineiige Zwillinge, die bei der Geburt von der Hebamme Florence getrennt wurden. Florence war die Witwe eines Kriegsveterans, die verzweifelt Kinder haben wollte, aber nicht an eine erneute Heirat glaubte, sodass sie den Tod von einem der Zwillinge vortäuschte, um es selbst behalten zu können. Florence hält Eve absichtlich so lange wie möglich in Innenräumen, was zur späteren Frustration beiträgt. Den Zwillingen war die Existenz des jeweils anderen viele Jahre lang nicht bewusst, bis sie sich entschieden, als selbe Person zu handeln. Sie führen ein gemeinsames Tagebuch und Regelwerk, welche die Handlungen ihrer „Hannah“ definieren. Wenn Eve unabhängige Aktivitäten ausführen will, trägt sie eine blonde Perücke.
Hannah beginnt sich mit Simon zu treffen, den sie bei einem Glaser kennenlernte, bei dem beide arbeiten. Ungeachtet der Regeln schläft Hannah mit Simon und wird schwanger, was Eve verärgert, da sie auch versucht, schwanger zu werden, es aber nicht schafft; Hannah bekommt im achten Monat eine Fehlgeburt, was Eve sehr erleichtert. Jahre später trifft Simon Eve in einer Bar. Beide beginnen eine Affäre und Eve wird schwanger. In dieser Zeit ist Hannah unfruchtbar. An ihrem Geburtstag gibt Simon Hannah einen handgemachten Spiegel, allerdings geraten sie in einen Streit und Hannah zeigt ihm, dass sie eine Schwester hat, die schwanger ist; Simon erkennt, dass er der Vater ist. Am folgenden Tag streitet sich Hannah mit Eve über die Angelegenheit und letztere flieht nach Glasgow. Hannah, die Eves Perücke trägt, konfrontiert Simon. Ohne zu wissen, dass sie Hannah ist, schenkt Simon ihr unter der Bekundung nach seinem Verlangen nach Eve statt nach Hannah einen anderen Spiegel. Hannah wird daraufhin zornig, zerschmettert den Spiegel und schneidet mit einem Splitter Simons Kehle auf und tötet ihn. Als Eve zurückkehrt, entscheiden beide, Simons Körper zu verstecken und Eves Reise nach Glasgow als ein Alibi zu nutzen. Am Ende des Verhörs sagt Eve, dass Hannah gegangen ist, fragt, einen Anwalt sprechen zu können, und sagt kryptisch, dass „…all diese Geschichten, die wir einander erzählt haben… Bloß das… Geschichten“ („"…all these stories we’ve been telling each other… just that… stories.“) sind. Es ist bis zum Schluss nicht vollständig klar, ob Eves Geschichte, ein identischer Zwilling zu sein, wahr ist, oder ob eine absichtliche Erdichtung vorliegt, um die Polizei zu verwirren, oder ob ein Fall von dissoziative Identitätsstörung vorliegt.
Wenn die Spieler genug von der Geschichte ergründet haben, erscheint ein Chat-Fenster und man wird gefragt, ob man fertig ist. Sobald der Spieler die Frage bejaht, stellt sich heraus, dass man Sarah, Eves Tochter, ist. Im Chat wird man gefragt, ob man die Handlungen der Mutter nachvollziehen kann und ob man sich draußen treffen will.

## Entstehung

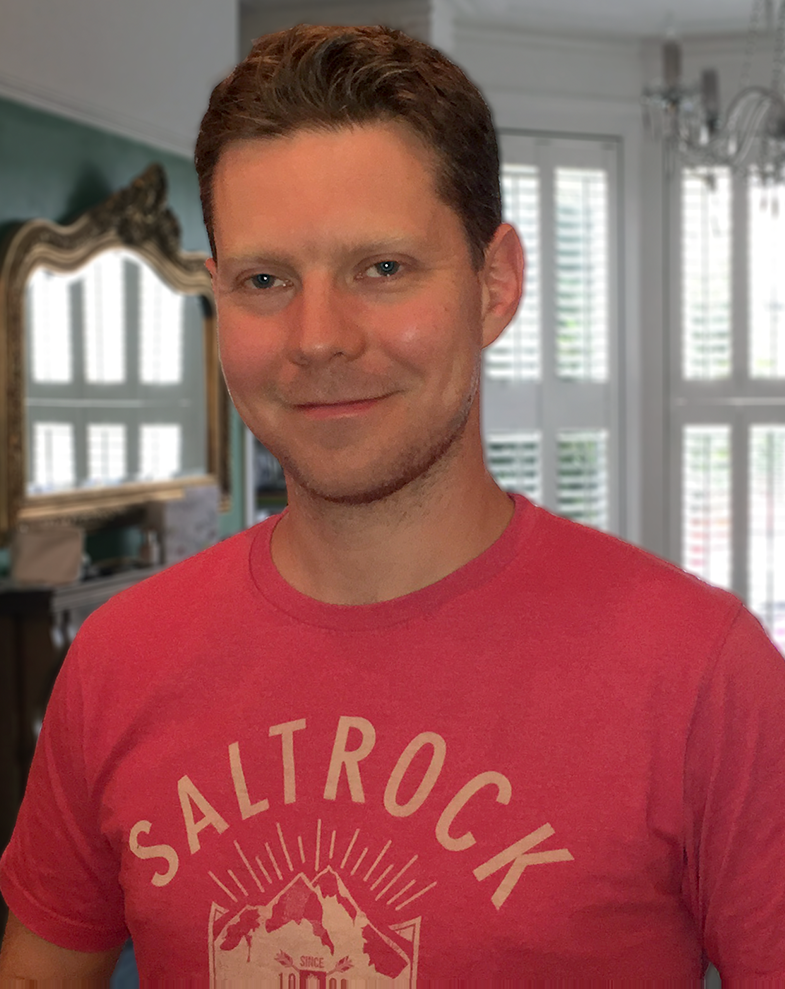
Sam Barlow verließ Climax Studios und arbeitete als unabhängiger Entwickler an Her Story

Her Story wurde von Sam Barlow entwickelt, der zuvor an Spielen wie Silent Hill: Origins und Silent Hill: Shattered Memories bei Climax Studios gearbeitet hat. Barlow dachte sich ein polizeiprozedurales Spiel aus, während er noch bei Climax Studios arbeitete, entschied sich jedoch unabhängig zu werden, um das Spiel zu erschaffen, damit er ein Spiel mit einer „tiefgründigen Geschichte“ („deep on story“) entwickeln konnte. Er war über Publisher frustriert, die Kitchen Sink Realism als Grund angaben, das Spiel abzulehnen und erkannte, dass durch den Schritt, unabhängig zu werden, es ihm ermöglicht wurde, sein eigenes Spiel zu entwickeln. Er wünschte sich auch, unabhängig zu arbeiten, nachdem er Spiele wie Year Walk und 80 Days spielte. Barlow schob die Entwicklung auf, bis er eine Idee hatte, die es ihm ermöglichte, die Produktion auszuführen. Er sagte: „Ich hätte einfach gehen können und ein Erforschungs-Horror-Spiel machen können… Aber irgendwie wusste ich, dass da wegen des Budgets ein paar große Kompromisse hätten gemacht werden müssen“ („I could probably quite easily have gone and made an exploration horror game… but I kind of knew that there would be big compromises there because of budget“). Barlow investierte seine Ersparnisse, um am Spiel zu arbeiten, was ihm ein Jahr Produktionszeit erlaubte. Er folgte mit den Konzepten von Her Story, was er auf „intimes Setting, Dialog und Figurenzusammenspiel“ („intimate setting, dialogue and character interaction“) konzentrierte, und meinte, dass er diese Punkte häufig in größeren Titeln vermisst. Barlow wurde insbesondere in der Entwicklung von Her Story inspiriert, nachdem er den kontinuierlichen Support seines 1999 erschienenes Spiels Aisle gesehen hat. Mit Bezugnahme auf typische Spielekonventionenen, die Her Story in Frage stellt, verglich Barlow sein Spiel mit der Dogme-95-Filmbewegung und Alfred Hitchcocks Film Cocktail für eine Leiche aus dem Jahr 1948.
Her Story wurde von Steam Greenlight genehmigt und durch Crowdfunding bei Indie Fund finanziert. Es erschien am 24. Juni 2015 für Microsoft Windows, Mac OS X und iOS. Barlow wollte die Veröffentlichung auf allen Plattformen gleichzeitig verwirklichen, da er nicht wusste, auf welcher Plattform die Spieler am besten zu finden sind. „Wenn ich nur auf eine Plattform gesetzt hätte, hätte ich eine große, potenzielle Spielerschaft verloren“ („If I'd just gone for just one I'd have lost a lot of the potential audience“), meinte er. Barlow meinte ferner, dass wenn man Her Story auf einem Smartphone spielt, es ein „Sofa-Erlebnis“ („sofa' experience“) sei. Er merkte auch an, dass es sich „natürlich“ („natural“) anfühlt, das Spiel auch für Mobilgeräte zu entwickeln, da sie auch ganz normal dazu genutzt werden, um Filme zu schauen und im Internet zu surfen; ähnliche Aufgaben seien ja auch ein Teil von Her Story. Die kleinere Pixelgröße von 640×480 statt 800×600 vom iPhone ließ Barlow jedoch zögern, das Spiel auch für diese Plattform zu veröffentlichen. Die Entscheidung, das Spiel letztendlich auch für iPhones zu veröffentlichen, führt auf positive Test-Feedbacks zurück. Als die Entwicklung der Fertigstellung näher kam, wurde das Spiel getestet, was Barlow erlaubte, „manche Aspekte auszubalancieren“ („balance some aspects“) und „Items zu verfeineren“ („polish items together“). Eine Version für Android-Systeme wurde am 29. Juni 2016 veröffentlicht. Her Story läuft auf der Unity Spiel-Engine.

### Gameplay-Design

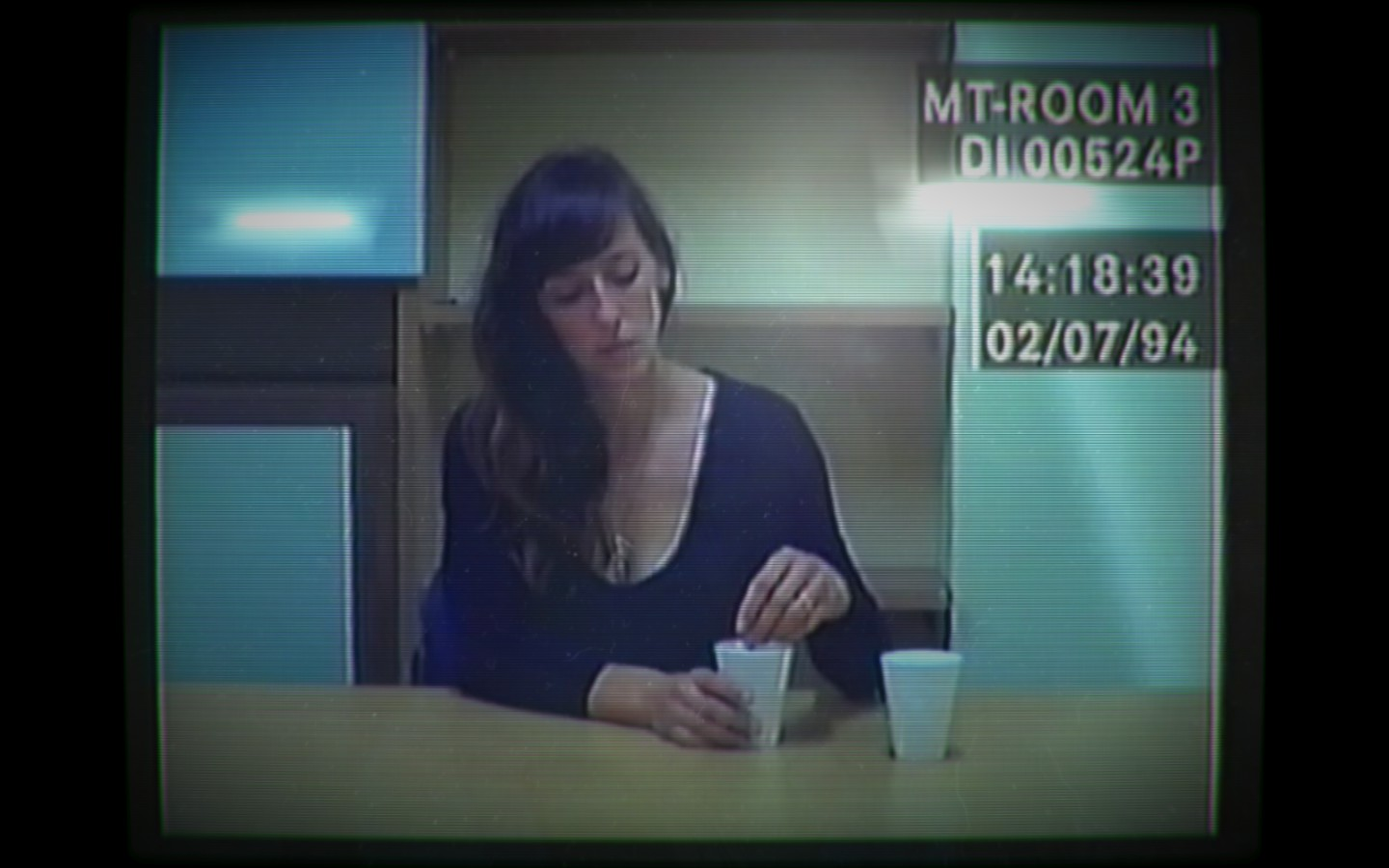
Barlow entschied sich, Echtaufnahmen in das Spiel einzubauen, nachdem er frustriert über die technische Herausforderungen war, die die Schauspielrerperformance in eine Spiel-Engine übersetzen

Barlows unvermittelte Idee war es, ein Spiel zu schaffen, das ein Polizeiverhör beinhaltet, aber er „wusste nicht wirklich was es bedeutete“ („didn't know exactly what that meant“). Er freundete sich schließlich mit der Idee an, echtes Filmmaterial sowie die Möglichkeit, kurze Szenen über eine Datenbank zu verwenden, einzubauen. Er beschrieb die Schnittstelle wie „ein Teil Apple II, ein Teil Windows 3.1 und ein Teil Windows 98“ („part Apple II, part Windows 3.1 and part Windows 98“). Das Schnittstellen-Design wurde von Barlows Würdigung des Polizeiverfahrens-Genres inspiriert. Er sagte „Die Einbildung, den Computer selbst zu einem Element des Spiels zu machen, war sehr schön“. („the conceit of making the computer itself a prop in the game was so neat“). Er verglich auch den Suchmechanismus mit der Suchengine von Google und wollte mit der „Idee weiterführen“ („run with the idea“), dass Spieler „hauptsächlich googlen“ („essentially Googling“). Das Spielkonzept wurde vor allem von der Fernsehserie Homicide: Life on the Street inspiriert. Barlow machte bewusst den Öffnungsbildschirm „etwas zu lang“ („slightly too long“), um Spieler auf das langsame Tempo, das folgen wird, unmittelbar zu zeigen.
Inspirationen, an Her Story zu arbeiten, stammen von Barlows Entsetzen über andere Detektiv-Spiele: Er fand, dass L.A. Noire sich niemals wie ein „prima Detektiv-Spiel“ anfühlte, in dem man „Sachen deuten muss und die Fäden der Ermittlungen folgen muss“ („the awesome detective who was having to read things and follow up threads of investigation“). Die Serie Ace Attorney bezeichnete er als „starr“ („rigidity“). Als Barlow an der Entwicklung von Her Story begann, fügte er typischere Spiele-Aspekte ein, doch die Spielmechanismen wurden immer minimalistischer, je weiter die Entwicklung voranschritt. Der ursprüngliche Plan für das Spiel war, dass Spieler zwischen einer definierten Resolution arbeiten, bis sie schließlich den Fall lösen. Als Barlow allerdings das Konzept auf bereits vorhandene Verhörprotokolle vom verurteilten Mörder Christopher Porco testete, begann er Motive zu entdecken, die im gesamten Verhör auftauchten, wobei vor allem auf den Begriff des Geldes verwiesen wird, was ein ultimativer großer Faktor für Porcos Prozess war. Barlow übernahm das Konzept der wiederholenden Motive und entschied, „über das klar verfasste Zeug weiterzugehen“ („move beyond the clearly scripted stuff“), während Her Story produziert wurde. Barlow fand, dass die Anziehungskraft der Geschichte die Mehrdeutigkeit der Untersuchung ist, und verglich das Spiel mit dem Podcast Serial, welches er zu spät hörte, um es in die Produktion einfließen zu lassen. Er fand, dass der Reiz an Serial das Fehlen eines definitiven Ergebnisses ausmacht und merkte an: „Menschen neigen zu bestimmten Interpretationen… was es interessant macht, ist das Ausmaß, in dem sie in der Fantasie weiterlebt.“ („people lean towards certain interpretations … what makes it interesting is the extent to which it lives on in your imagination“).

### Entstehung der Handlung und der Figuren

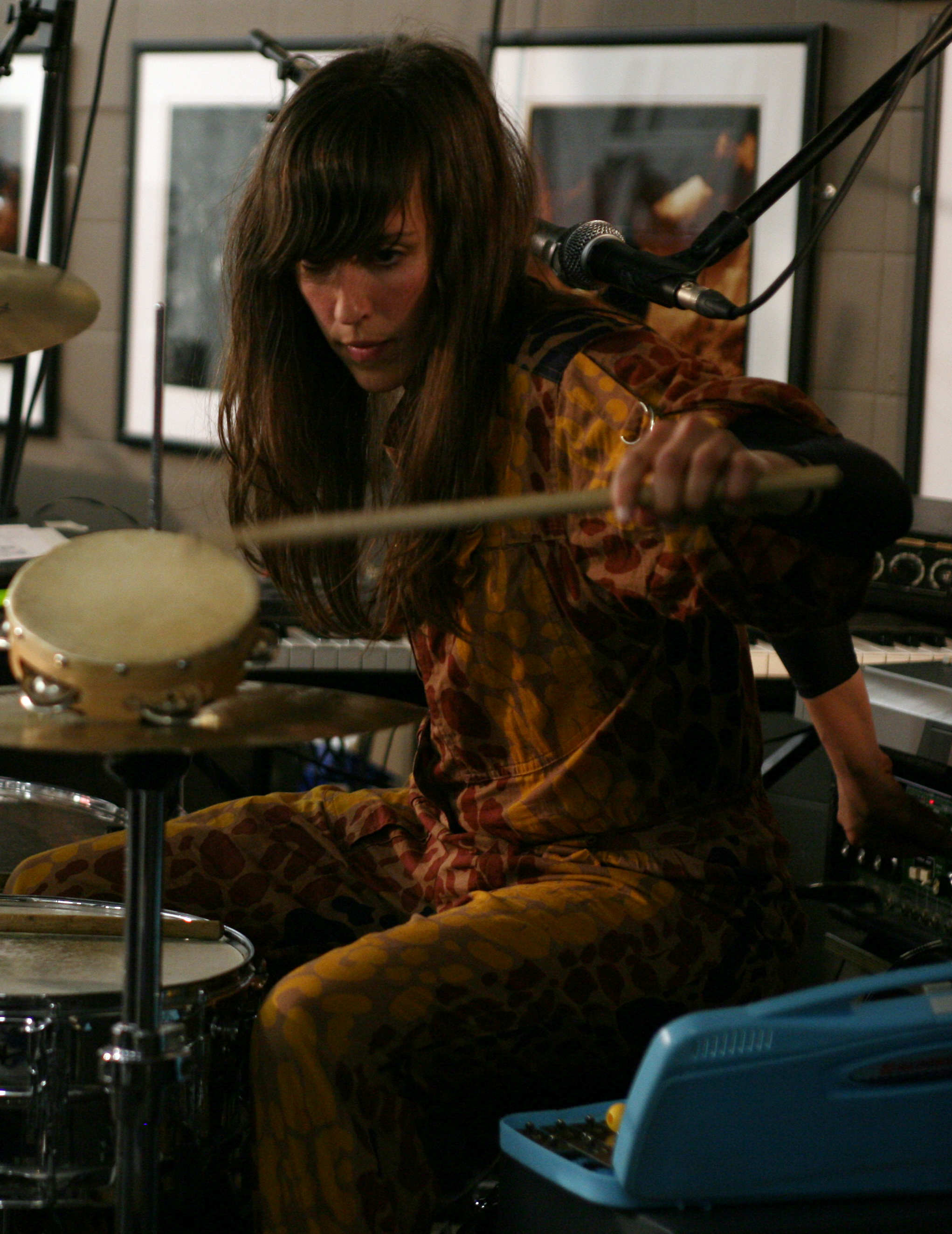
Die Musikerin Viva Seifert wurde ausgesucht, die Hauptfigur in Her Story zu spielen. Seifert hat zuvor gemeinsam mit Barlow am gestrichenen Spiel Legacy of Kain: Dead Sun gearbeitet.

Barlow entschied, Realfilmaufnahmen in das Spiel einzubauen, nachdem er von vorangegangenen Projekten frustriert war, insbesondere mit der technischen Aufgabe, eine Schauspielerperformance in die Spiel-Engine zu übersetzen. Barlow bereitete sich auf die Arbeit mit einem Schauspieler für Her Story vor, nachdem er bereits zuvor diesen Prozess bei seiner Arbeit bei Climax Studios genossen hat, wenngleich ihm dort ein größeres Budget zur Verfügung stand. Er kontaktierte Viva Seifert, mit der er bereits für das Spiel Legacy of Kain: Dead Sun ein Jahr lang zusammengearbeitet hat, bevor das Spiel auf Eis gelegt wurde. Er meinte, dass Seifert „sehr gut darin ist einen Satz aufzugreifen und intuitiv einen Großteil des Subtextes in ihre Darbietung einfließen lassen kann“. („very good at picking up a line and intuitively pulling a lot of the subtext into her performance“), was ihn zum Glauben führte, dass sie „perfekt“ („perfect“) für die Rolle in Her Story war. Als Barlow Seifert zu ein Vorsprechen einlud, verschickte er ihr ein 300-seitiges Skript, welches er später auf 80 Seiten kürzte, indem er die Schriftgröße wie auch ein paar Dialoge änderte. Seifert nahm die Rolle an. Sie begann sich mitten in den Dreharbeiten unter Druck zu fühlen, als sie bemerkte, dass „das ganze Spiel“ von ihrer Performance „abhängt“ („the whole game is hinging“). Sie beschrieb den Dreh als „intensiv“ („intense“) und „ziemlich anstrengend“ („rather exhausting“), und fühlte sich, als ob sie von Barlow „scharfsinnig unter die Lupe“ genommen wurde, was ihr bei der Performance half. Auch Barlow meinte, dass die Intensität Seifert bei der Performance half und übernahm Stichwörter vom Regisseur Alfred Hitchcock, der seine Darstellerin verärgern würde, damit sie ihre beste Performance abliefert. Seifert meinte, dass es kleine Nuancen in Seiferts Performance gab, die vielleicht „einige Drehungen und Wendungen“ für Spieler „hinzufügten“ („added some twists and turns“), die Barlow nicht erwartet hat. Die sieben Polizeiverhöre wurden ungefähr in chronologischer Reihenfolge über fünf Tage hinweg gefilmt, in einem Prozess, welches Barlow als „natürlich“ („natural“) bezeichnet hat. Barlow reiste zu Seiferts Heimatgemeinde in Cornwall, um zu filmen. Er meinte, dass es der einfachste Teil der Produktion war, einen geeigneten Ort für den Verhörraum zu finden, da „überall Räume waren, die beschissen aussahen“ („everywhere has crappy looking rooms“). Die Aufnahmen wurden letztendlich in einem Ratsgebäude in Truro gemacht. Als die Dreharbeiten vollendet waren, wollte Barlow die Impression vermitteln, dass die Videoaufnahmen aus dem Jahr 1994 stammen, allerdings waren die digitale Filter, die er gefunden hat, nicht fähig, die Zeitspanne passend zu erfassen. Stattdessen nahm Barlow die Aufnahmen über zwei VHS-Geräte auf, um Mängel einzubauen, bevor er das Video in das Spiel digitalisierte.
Barlow spielte die Rolle des Detektivs, während gedreht wurde und fragte Fragen aus dem Skript an Seiferts Charakter. Er ist jedoch im gesamten Spiel nicht eingebaut worden. Als er sich Polizeiverhöre zur Untersuchung anschaute, fand Barlow sich selbst vergleichsweise einfühlend mit der Verhörten, was ihn dazu motivierte, die Szenen mit dem Detektiv aus dem Spiel zu streichen. Er gab an, dass die Verhöre typische „Doppelverhöre“ („double betrayal“) beinhalteten, in welchen die Detektive „vorgeben, beste Freunde zu sein“ („pretending to be the best friend“). Barlow meinte, dass die Entfernung des Detektivs aus dem Spiel Seiferts Figur entfaltet, was den Spielern ermöglicht, sich in sie hereinzuversetzen. Während der Recherchen für Her Story schaute Barlow auf den Fall bezüglich des Mordfalls Travis Alexander zurück, was ihn dazu brachte, die Art und Weise zu betrachten, wie weibliche Mordverdächtige in Verhören behandelt werden, und sagte, dass „zu Fetischismus geneigt wird und bereitwilliger in Archetypen übergegangen wird“ („tend to be fetishised, more readily turned into archetypes“). Dies wurde weiterhin von Barlow geprüft, als er die Anhörungen von Casey Anthony und Amanda Knox forschte; er fand, dass die Medien häufig den Beweis der Untersuchung ignorierten und sich stattdessen auf die Ausdrücke der Verdächtigten während des Verhörs fokussierten. Barlow führte weitere Nachforschungen durch, indem er Texte über Psychologie und über den Gebrauch von Sprache las.

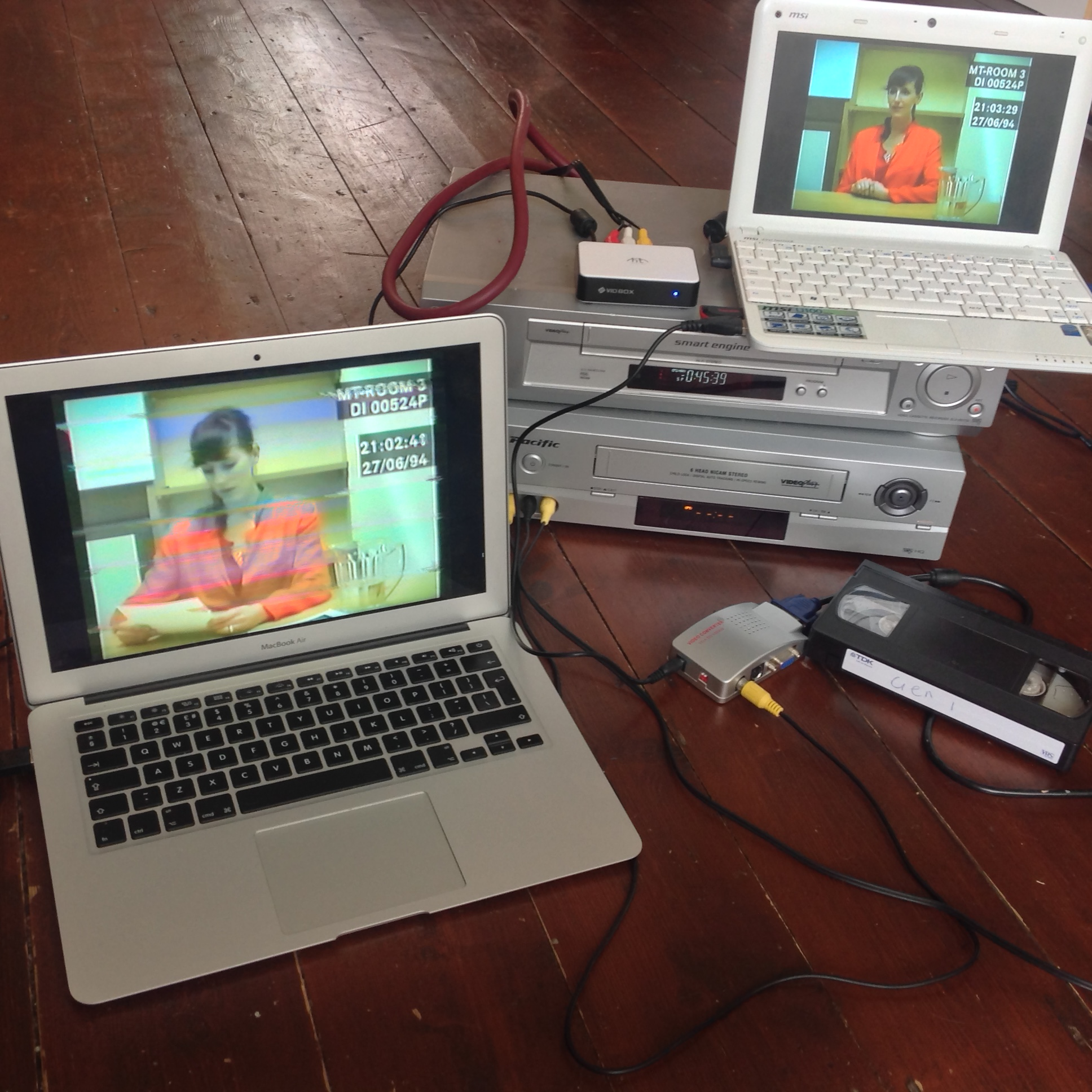
Nachdem die Dreharbeiten vollendet waren, übertrug Barlow das Material in zwei VHS-Rekorder, bevor er es in das Spiel einbaute. Dies wurde gemacht, um mit den Aufnahmen so gut wie möglich die Zeit um 1994 zu repräsentieren.

Nachdem die wesentlichen Mechanismen des Spiels konzipiert waren, begann Barlow an der Entwicklung der Story, indem er Nachforschungen führte und die Handlung „von allein entstehen ließ“ („letting take on a life of its own“). Um die Handlung zu entwickeln, platzierte Barlow das Skript in einer Tabellenkalkulation, die so groß wurde, dass es häufig sein Computer zum Absturz brachte, wenn er die Datei öffnete. Er entwarf jede Figur, die im Geschehen involviert war, inklusive ihrer Hintergrundgeschichte und ihre Gewohnheiten. Er investierte etwa die halbe Zeit der Produktion, um detaillierte Figurendokumente zu entwickeln, sowie Dokumente, die die Geschichte und Events der Figuren aufzeichnen. Er entschloss sich auch, die Daten, an denen die Polizeiverhöre stattfinden und was der Verdächtige in der Zwischenzeit machte, einzutragen. Als er sich entschieden hat, das Spielkonzept etwas zu präzisieren, sorgte Barlow dafür, dass das Skript „Schichten von Intrigen“ („layers of intrigue“) beinhaltete, um das Interesse der Spieler zu wecken, das Spiel zu Ende zu spielen. Barlow tauschte im Drehbuch häufig Wörter durch Synonyme, um sicherzugehen, dass manche Clips nicht mit irrelevanten Wörtern verbunden werden. Als er am Skript schrieb, vermied Barlow generell übernatürliche Themen, erkannte aber, dass es etwas „leicht träumerisches, surreales“ („slight dreamlike surreal edge“) beinhalten kann. Als er am Skript arbeitete, fand er häufig, dass er „sehr in den Moment gefesselt war und aus den Köpfen der Figuren schrieb“ („very much in the moment, writing from inside the characters’ heads“). Er fand es schwer, eine neue Idee für die Geschichte zu erfinden, da fiktionale Geschichten schon häufig zuvor erkundet wurden.

### Audio
Als Barlow für Musik gesucht hat, das er in Her Story verwenden konnte, schaute Barlow nach Songs, nach „etwas außerhalb der Zeit“ („slightly out-of-time“) klangen. Er nutzte letztendlich acht Tracks vom Musiker Chris Zabriskie und fand, dass seine Musik Nostalgie hervorgerufen hat, und einen „modernen Kern“ („modern edge“) hatte. Er fühlte, dass die Musik die Lücke „zwischen“ dem Spiel und der „‚gefälschten Computerwelt‘ hervorhebt“ ("highlights the gap between the 'fake computer world'"). Die „emotionale Intensität“ („emotional intensity“) der Clips beeinflusst die Musikänderungen in Her Story. Barlow überlegte auch, in manchen Clips, die in das Spiel passen, einen Song einzubauen, das von Seifert gesungen wurde. Er legte fest, dass es die Mörder-Ballade The Twa Sisters wird, bei der er meinte, dass sie sich anfühlen würde wie der Auslöser der mythischen Elemente im Spiel. Seifert und Barlow veränderten gemeinsam die Ballade, um sie dem Spiel anzupassen. Barlow beabsichtigte, dass sich das Sound-Design „komplett um Originalität drehe“ („all about authenticity“) zu sein. Er nutzte ein altes Keyboard, um Sound-Effekte für den Computer zur Verfügung zu stellen, indem er Panoramaregler für die Tonart in der Wiedergabe die korrekten 3D-Positionen nutzte.

### Fortsetzung
Im Januar 2016 bestätigte Barlow, dass eine Fortsetzung unter dem Arbeitstitel Her Story 2 in Produktion ist. Barlow erwägt, es zu einem „geistigen Nachfolger“ („spiritual successor“) mit einer Erzählung, die mit dem ersten Teil von Her Story nichts zu tun hat, zu machen, obgleich es weiterhin Realfilmclips als zentrales Gameplay-Element verwenden wird. Im Juli 2017 kündigte er an, dass das neue Spiel den Titel Telling Lies tragen und drei bis vier Schlüsselfiguren beinhalten wird. Er beschrieb das Spiel als eine Mischung der Filme Der Dialog von 1974 und Shame aus dem Jahr 2011. Das Spiel wird von Annapurna Interactive veröffentlicht und die Aufnahmen für das Spiel werden Ende 2017 beziehungsweise Anfang 2018 beginnen.

## Rezeption

### Kritik
Her Story erhielt insgesamt wohlwollende Kritiken. Der Bewertungsaggregator Metacritic errechnete eine Durchschnittswertung von 91 aus 100 möglichen Punkten für die iOS-Version, welche aus 10 Kritiken bestand und mit „allgemeiner Zuspruch“ („universal acclaim“) indiziert wurde. 86 aus 100 möglichen Punkten basierend aus 49 Kritiken gab es für die Windows-Fassung, was mit „generell positive Kritiken“ („generally favorable reviews“) indiziert wurde. Metacritic rankt das Spiel unter den Top 20 iOS- und Windowsspielen, die im Jahr 2015 erschienen sind, und GameRankings listete Her Story unter den besten 100 iOS-Spielen aller Zeiten auf. Besonders die Erzählweise des Spiels wurde, wie Seiferts Performance und die Gameplay-Mechanics, gelobt. Brian Albert von IGN beschrieb Her Story als „das einzigartigste Spiel, das ich seit Jahren gespielt habe“ („the most unique game I've played in years“) und Steven Burns von VideoGamer.com nannte es „eines der besten und interessantesten Spiele des Jahres“ („one of the year’s best and most interesting games“). Adam Smith von Rock, Paper, Shotgun merkte an, dass es „das beste FMV-Spiel sein könnte, das jemals gemacht wurde“. („might be the best FMV game ever made“); Michael Thomsen von der Washington Post erklärte es zu „einer wunderschönen Mischung aus den Formaten Kino und Videospiel“ („a beautiful amalgam of the cinema and video game formats“).
Die Kritiken priesen die Erzählweise des Spiels. Kimberley Wallace von Game Informer schrieb, dass die „stückweise“ („fragmented“) Wiedergabe der Story „bestens funktioniert“ („works to its benefit“). Sie schätzte die Subtilität der Erzählung und die Mehrdeutigkeit um das Ende. Megan Farokhmanesh von Polygon merkte an, dass Her Story „die dunkle, voyeuristische Natur des wahren Verbrechens zeigt“ („nails the dark, voyeuristic nature of true crime“). Chris Schilling vom Daily Telegraph war beeindruckt von der Stimmigkeit der Erzählweise, „sogar wenn sie nicht stattfand“ („even when presented out of order“). Simon Parkin von Eurogamer empfand die Effekte von der Erzählung ähnlich gut aufgenommen wie Thriller von HBO, vor allem bezüglich Zuschaueraufmerksamkeit. Stephanie Bendixsen von Good Game war schockiert, dass große Handlungsstellen bereits früh im Spiel gezeigt wurden, schrieb dies aber der Einzigartigkeit der einzelnen Spielerfahrungen zu.
Seiferts Performance im Spiel erhielt großen Lob von Kritikern. Justin Clark von GameSpot meinte, dass die Performance das Spiel „verankert“ („anchored“). Katie Smith von Adventure Gamers schrieb, dass Seifert in der Rolle überzeugt, vor allem durch kleine Details wie Körpersprache, aber war schockiert durch fehlende Emotionen. Wallace von Game Informer merkte ähnliche Punkte an und meinte, dass Seifert „mit der Rolle den Nagel auf den Kopf getroffen hat“ („nailed the role“). Smith von Rock, Paper, Shotgun merkte an, „dass die ganze Sache eventuell zusammengefallen wäre“ („the whole thing might collapse“) ohne Seiferts „überzeugende“ („convincing“) Performance. Albert von IGN nannte das Schauspiel „glaubwürdig“ („believable“), und konstatierte, dass Seiferts Performance „passend, sowohl bodenständige als auch absurd“ („appropriately both grounded and absurd“) ist. Joe Donnelly von Digital Spy schrieb, dass Seiferts Performance das Potential hat, ähnliche Spiele zu inspirieren, und Andy Kelly von PC Gamer bezeichnete die Performance als „untertrieben, realistisch und komplex“ („understated, realistic, and complex“). Burns von VideoGamer.com fühlte sich generell beeindruckt von Seiferts Auftritt, merkte aber ein paar „gelegentlich schlecht gespielte“ („occasional bad acting“) Momente an.

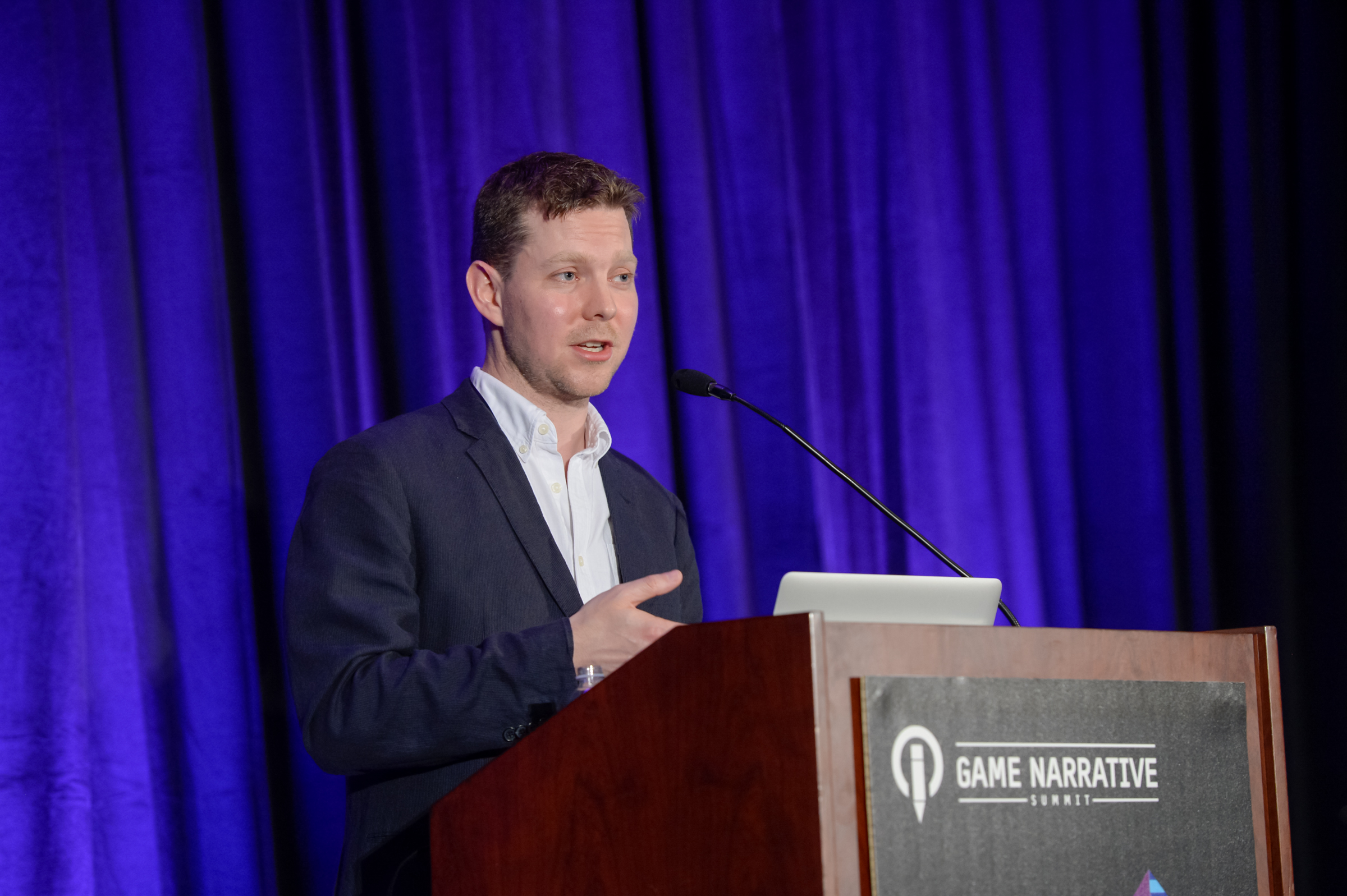
Barlow auf den Game Developers Conference 2016

Die unkonventionelle Spiel-Mechanik erhielt auch einige positive Anmerkungen von Seiten der Kritik. Laura Kate Dale von Destructoid meinte, dass Tempo und Struktur vom Spiel die Erzählung unterstützt und Wallace von Game Informer empfand, dass eine Verbindung zwischen Schlüsselmomenten in der Erzählung unterhaltsam sind. Burns von VideoGamer.com pries an, dass die Spielfähigkeiten den Spielern ihre eigene Vorurteile zu erkennen gibt und sie mit „Selbstwahrnehmung“ („sense of self“) konfrontiert. Albert von IGN meinte, dass das Suchwerkzeug etwas „befriedigendes“ („gratifying“) sei und positiv auf das Tempo des Spiels beiträgt, während Thomsen von der Washington Post schrieb, dass die Mechanismen der Datenbank „beschauliche Lücken zwischen den Szenen“ („contemplative gaps between scenes“) erzeugt, die den Spielern „Würde und Macht“ („poignance and power“) mit der Erzählung verleihen. Bendixsen beschrieb in Good Game den Desktop als „angemessen retro“ („appropriately retro“) und merkte an, dass es „unmittelbar gezeichnet“ („drawn in immediately“) war.
Das Spiel wurde mit über 100.000 Kopien bis zum 10. August 2015 verkauft; etwa 60.000 Kopien wurden für Windows-Geräte verkauft und die übrigen 40.000 für iOS-Geräte.

### Auszeichnungen
Her Story hat zahlreiche Nominierungen und Auszeichnungen erhalten. Polygon zeichnete das Spiel sogar als Spiel des Jahres aus, sowie Rock, Paper, Shotgun und GameSpot als Spiel des Monats. Es erhielt den Breakthrough Award auf den 33. Golden Joystick Awards, die Auszeichnungen in den Kategorien Debütspiel und Spieleinnovation auf den 12. British Academy Games Awards, den Award für das originärste Spiel von PC Gamer sowie den Seumas McNally Grand Prize auf dem Independent Games Festival. Auf den Game Awards 2015 gewann Her Story den Award für die beste Erzählung und Seifert gewann die Auszeichnung für die beste Performance für ihre Rolle im Spiel. Die Smartphone-Version erhielt die Auszeichnung für das beste mobile Spiel des Jahres auf den SXSW Gaming Awards, die Auszeichnung Mobile & Handheld der British Academy Games Awards, sowie Auszeichnungen für die exzellente Geschichte und Innovation auf den International Mobile Gaming Awards sowie das beste emotionale Emotional Mobile-und-Handheld-Game auf den Emotional Games Awards, während der Guardian es das beste iOS-Game aus dem Jahr 2015 bezeichnete.
| \| Datum \| Auszeichnung \| Kategorie \| Empfänger und Nominierte \| Ergebnis \| Ref. \| \| ----------------- \| ------------------------------------------------ \| -------------------------------------- \| ------------------------ \| ----------- \| ---- \| \| 7. Juli 2015 \| Rock, Paper, Shotgun Spiel des Monats: Juli \| Spiel des Monats \| Her Story \| Gewonnen \| [62] \| \| 8. Juli 2015 \| GameSpot Spiel des Monats Juni 2015 \| Spiel des Monats \| Her Story \| Gewonnen \| [63] \| \| 30. Oktober 2015 \| 33. Golden Joystick Awards \| Breakthrough Award \| Her Story \| Gewonnen \| [64] \| \| 27. November 2015 \| Global Game Awards 2015 \| Bester Indie \| Her Story \| Dritter \| [73] \| \| 27. November 2015 \| Global Game Awards 2015 \| Beste Geschichte \| Her Story \| Vierter \| [73] \| \| 3. Dezember 2015 \| The Game Awards 2015 \| Bestes Independent-Spiel \| Her Story \| Nominiert \| [68] \| \| 3. Dezember 2015 \| The Game Awards 2015 \| Best Erzählung \| Her Story \| Gewonnen \| [68] \| \| 3. Dezember 2015 \| The Game Awards 2015 \| Games for Change \| Her Story \| Nominiert \| [68] \| \| 3. Dezember 2015 \| The Game Awards 2015 \| Beste Performance \| Viva Seifert \| Gewonnen \| [68] \| \| 4. Dezember 2015 \| Vice’ beste 20 Video-Spiele 2015 \| Bestes Spiel \| Her Story \| Vierter \| [74] \| \| 15. Dezember 2015 \| Good Game Awards 2015 \| Spiel des Jahres \| Her Story \| Nominiert \| [75] \| \| 23. Dezember 2015 \| PC Gamer Game of the Year 2015 \| Höchste Originalität \| Her Story \| Gewonnen \| [66] \| \| 24. Dezember 2015 \| The Guardians beste iPhone- und iPad-Spiele 2015 \| Bestes Spiel \| Her Story \| Gewonnen \| [72] \| \| 27. Dezember 2015 \| Eurogamer-Spiele 2015 \| Bestes Spiel \| Her Story \| Vierter \| [76] \| \| 28. Dezember 2015 \| Ars Technica beste Videospiele 2015 \| Bestes Spiel \| Her Story \| Neunter \| [77] \| \| 31. Dezember 2015 \| GamesRadar Spiel des Jahres 2015 \| Spiel des Jahres \| Her Story \| Dreizehnter \| [78] \| \| 31. Dezember 2015 \| Polygons Spiele des Jahres 2015 \| Spiel des Jahres \| Her Story \| Gewonnen \| [61] \| \| 1. Januar 2016 \| Hardcore Gamer Bestes aus 2015 \| Beste Handlung \| Her Story \| Nominiert \| [79] \| \| 6. Januar 2016 \| Hardcore Gamer Bestes aus 2015 \| Bestes PC-Spiel \| Her Story \| Nominiert \| [80] \| \| 9. Januar 2016 \| IGN Bests aus 2015 \| Größte Innovation \| Her Story \| Gewonnen \| [81] \| \| 12. Februar 2016 \| Emotional Games Awards 2016 \| Bestes emotionaltes Mobile & Handheld \| Her Story \| Gewonnen \| [71] \| \| 12. Februar 2016 \| Emotional Games Awards 2016 \| Bestes emotionales Spiel \| Her Story \| Nominiert \| [82] \| \| 12. Februar 2016 \| Emotional Games Awards 2016 \| Bestes emotionales Game Design \| Her Story \| Nominiert \| [82] \| \| 18. Februar 2016 \| 19. jährliche DICE Awards \| DICE Sprite Award \| Her Story \| Nominiert \| [83] \| \| 18. Februar 2016 \| 19. jährliche DICE Awards \| Hervorragendes Leistung der Charaktere \| Hannah Smith \| Nominiert \| [83] \| \| 18. Februar 2016 \| 19. jährliche DICE Awards \| Hervorragende Leistung der Geschichte \| Her Story \| Nominiert \| [83] \| \| 18. Februar 2016 \| 19. jährliche DICE Awards \| Hervorragende Leistung im Game Design \| Her Story \| Nominiert \| [83] \| \| 16. März 2016 \| International Mobile Gaming Awards 2016 \| Grand Prix \| Her Story \| Gewonnen \| [70] \| \| 16. März 2016 \| International Mobile Gaming Awards 2016 \| Exzellenz in der Geschichtserzählung \| Her Story \| Gewonnen \| [70] \| \| 16. März 2016 \| International Mobile Gaming Awards 2016 \| Excellenz in Innovation \| Her Story \| Gewonnen \| [70] \| \| 16. März 2016 \| Game Developers Choice Awards 2016 \| Innovations-Award \| Her Story \| Gewonnen \| [84] \| \| 16. März 2016 \| Game Developers Choice Awards 2016 \| Bestes Handheld/Mobile-Game \| Her Story \| Gewonnen \| [84] \| \| 16. März 2016 \| Game Developers Choice Awards 2016 \| Best Erzählweise \| Her Story \| Gewonnen \| [84] \| \| 16. März 2016 \| Independent Games Festival Awards 2016 \| Seumas McNally Grand Prize \| Her Story \| Gewonnen \| [67] \| \| 16. März 2016 \| Independent Games Festival Awards 2016 \| Excellenz im Design \| Her Story \| Nominiert \| [85] \| \| 16. März 2016 \| Independent Games Festival Awards 2016 \| Excellenz in der Erzählung \| Her Story \| Gewonnen \| [67] \| \| 16. März 2016 \| Independent Games Festival Awards 2016 \| Nuovo Award für Innovation \| Her Story \| Nominiert \| [85] \| \| 19. März 2016 \| SXSW Gaming Awards 2016 \| Mobiles Spiel des Jahres \| Her Story \| Gewonnen \| [69] \| \| 19. März 2016 \| SXSW Gaming Awards 2016 \| Matthew Crump Kultur-Innovations-Award \| Her Story \| Nominiert \| [86] \| \| 19. März 2016 \| SXSW Gaming Awards 2016 \| Excellenz in der Erzählung \| Her Story \| Nominiert \| [86] \| \| 19. März 2016 \| SXSW Gaming Awards 2016 \| Am ausdauerndster Charakter \| Hannah Smith \| Nominiert \| [86] \| \| 7. April 2016 \| 12. British Academy Games Awards \| Debütspiel \| Her Story \| Gewonnen \| [65] \| \| 7. April 2016 \| 12. British Academy Games Awards \| Mobile & Handheld \| Her Story \| Gewonnen \| [65] \| \| 7. April 2016 \| 12. British Academy Games Awards \| Spieleinnovation \| Her Story \| Gewonnen \| [65] \| \| 7. April 2016 \| 12. British Academy Games Awards \| Game Design \| Her Story \| Nominiert \| [65] \| \| 7. April 2016 \| 12. British Academy Games Awards \| Geschichte \| Her Story \| Nominiert \| [65] \| \| 7. April 2016 \| 12. British Academy Games Awards \| Originalstes Gut \| Her Story \| Nominiert \| [65] \| \| 7. April 2016 \| 12. British Academy Games Awards \| Britisches Spiel \| Her Story \| Nominiert \| [65] \| |                                                  |                                        |                          |             |        |
| Datum | Auszeichnung                                     | Kategorie                              | Empfänger und Nominierte | Ergebnis    | Ref.   |
| 7. Juli 2015 | Rock, Paper, Shotgun Spiel des Monats: Juli      | Spiel des Monats                       | Her Story                | Gewonnen    | [ 62 ] |
| 8. Juli 2015 | GameSpot Spiel des Monats Juni 2015              | Spiel des Monats                       | Her Story                | Gewonnen    | [ 63 ] |
| 30. Oktober 2015 | 33. Golden Joystick Awards                       | Breakthrough Award                     | Her Story                | Gewonnen    | [ 64 ] |
| 27. November 2015 | Global Game Awards 2015                          | Bester Indie                           | Her Story                | Dritter     | [ 73 ] |
| 27. November 2015 | Global Game Awards 2015                          | Beste Geschichte                       | Her Story                | Vierter     | [ 73 ] |
| 3. Dezember 2015 | The Game Awards 2015                             | Bestes Independent-Spiel               | Her Story                | Nominiert   | [ 68 ] |
| 3. Dezember 2015 | The Game Awards 2015                             | Best Erzählung                         | Her Story                | Gewonnen    | [ 68 ] |
| 3. Dezember 2015 | The Game Awards 2015                             | Games for Change                       | Her Story                | Nominiert   | [ 68 ] |
| 3. Dezember 2015 | The Game Awards 2015                             | Beste Performance                      | Viva Seifert             | Gewonnen    | [ 68 ] |
| 4. Dezember 2015 | Vice’ beste 20 Video-Spiele 2015                 | Bestes Spiel                           | Her Story                | Vierter     | [ 74 ] |
| 15. Dezember 2015 | Good Game Awards 2015                            | Spiel des Jahres                       | Her Story                | Nominiert   | [ 75 ] |
| 23. Dezember 2015 | PC Gamer Game of the Year 2015                   | Höchste Originalität                   | Her Story                | Gewonnen    | [ 66 ] |
| 24. Dezember 2015 | The Guardians beste iPhone- und iPad-Spiele 2015 | Bestes Spiel                           | Her Story                | Gewonnen    | [ 72 ] |
| 27. Dezember 2015 | Eurogamer-Spiele 2015                            | Bestes Spiel                           | Her Story                | Vierter     | [ 76 ] |
| 28. Dezember 2015 | Ars Technica beste Videospiele 2015              | Bestes Spiel                           | Her Story                | Neunter     | [ 77 ] |
| 31. Dezember 2015 | GamesRadar Spiel des Jahres 2015                 | Spiel des Jahres                       | Her Story                | Dreizehnter | [ 78 ] |
| 31. Dezember 2015 | Polygons Spiele des Jahres 2015                  | Spiel des Jahres                       | Her Story                | Gewonnen    | [ 61 ] |
| 1. Januar 2016 | Hardcore Gamer Bestes aus 2015                   | Beste Handlung                         | Her Story                | Nominiert   | [ 79 ] |
| 6. Januar 2016 | Hardcore Gamer Bestes aus 2015                   | Bestes PC-Spiel                        | Her Story                | Nominiert   | [ 80 ] |
| 9. Januar 2016 | IGN Bests aus 2015                               | Größte Innovation                      | Her Story                | Gewonnen    | [ 81 ] |
| 12. Februar 2016 | Emotional Games Awards 2016                      | Bestes emotionaltes Mobile & Handheld  | Her Story                | Gewonnen    | [ 71 ] |
| 12. Februar 2016 | Emotional Games Awards 2016                      | Bestes emotionales Spiel               | Her Story                | Nominiert   | [ 82 ] |
| 12. Februar 2016 | Emotional Games Awards 2016                      | Bestes emotionales Game Design         | Her Story                | Nominiert   | [ 82 ] |
| 18. Februar 2016 | 19. jährliche DICE Awards                        | DICE Sprite Award                      | Her Story                | Nominiert   | [ 83 ] |
| 18. Februar 2016 | 19. jährliche DICE Awards                        | Hervorragendes Leistung der Charaktere | Hannah Smith             | Nominiert   | [ 83 ] |
| 18. Februar 2016 | 19. jährliche DICE Awards                        | Hervorragende Leistung der Geschichte  | Her Story                | Nominiert   | [ 83 ] |
| 18. Februar 2016 | 19. jährliche DICE Awards                        | Hervorragende Leistung im Game Design  | Her Story                | Nominiert   | [ 83 ] |
| 16. März 2016 | International Mobile Gaming Awards 2016          | Grand Prix                             | Her Story                | Gewonnen    | [ 70 ] |
| 16. März 2016 | International Mobile Gaming Awards 2016          | Exzellenz in der Geschichtserzählung   | Her Story                | Gewonnen    | [ 70 ] |
| 16. März 2016 | International Mobile Gaming Awards 2016          | Excellenz in Innovation                | Her Story                | Gewonnen    | [ 70 ] |
| 16. März 2016 | Game Developers Choice Awards 2016               | Innovations-Award                      | Her Story                | Gewonnen    | [ 84 ] |
| 16. März 2016 | Game Developers Choice Awards 2016               | Bestes Handheld/Mobile-Game            | Her Story                | Gewonnen    | [ 84 ] |
| 16. März 2016 | Game Developers Choice Awards 2016               | Best Erzählweise                       | Her Story                | Gewonnen    | [ 84 ] |
| 16. März 2016 | Independent Games Festival Awards 2016           | Seumas McNally Grand Prize             | Her Story                | Gewonnen    | [ 67 ] |
| 16. März 2016 | Independent Games Festival Awards 2016           | Excellenz im Design                    | Her Story                | Nominiert   | [ 85 ] |
| 16. März 2016 | Independent Games Festival Awards 2016           | Excellenz in der Erzählung             | Her Story                | Gewonnen    | [ 67 ] |
| 16. März 2016 | Independent Games Festival Awards 2016           | Nuovo Award für Innovation             | Her Story                | Nominiert   | [ 85 ] |
| 19. März 2016 | SXSW Gaming Awards 2016                          | Mobiles Spiel des Jahres               | Her Story                | Gewonnen    | [ 69 ] |
| 19. März 2016 | SXSW Gaming Awards 2016                          | Matthew Crump Kultur-Innovations-Award | Her Story                | Nominiert   | [ 86 ] |
| 19. März 2016 | SXSW Gaming Awards 2016                          | Excellenz in der Erzählung             | Her Story                | Nominiert   | [ 86 ] |
| 19. März 2016 | SXSW Gaming Awards 2016                          | Am ausdauerndster Charakter            | Hannah Smith             | Nominiert   | [ 86 ] |
| 7. April 2016 | 12. British Academy Games Awards                 | Debütspiel                             | Her Story                | Gewonnen    | [ 65 ] |
| 7. April 2016 | 12. British Academy Games Awards                 | Mobile & Handheld                      | Her Story                | Gewonnen    | [ 65 ] |
| 7. April 2016 | 12. British Academy Games Awards                 | Spieleinnovation                       | Her Story                | Gewonnen    | [ 65 ] |
| 7. April 2016 | 12. British Academy Games Awards                 | Game Design                            | Her Story                | Nominiert   | [ 65 ] |
| 7. April 2016 | 12. British Academy Games Awards                 | Geschichte                             | Her Story                | Nominiert   | [ 65 ] |
| 7. April 2016 | 12. British Academy Games Awards                 | Originalstes Gut                       | Her Story                | Nominiert   | [ 65 ] |
| 7. April 2016 | 12. British Academy Games Awards                 | Britisches Spiel                       | Her Story                | Nominiert   | [ 65 ] |